# Маршалл, Леонель (младший)
Леоне́ль Ма́ршалл Бо́рхес-младший (исп. Leonel Marshall Borges, родился 25 сентября 1979 года в Гаване) — кубинский волейболист, доигровщик турецкого клуба «Фенербахче», чемпион Италии и Турции, обладатель Кубка вызова 2013/2014. Выступал за сборную Кубы на Олимпийских играх 2000, где она заняла седьмое место. До перехода в «Фенербахче» в 2010 году Маршалл выступал в Италии за команды «Ливорно», «Рома» и «Пьяченца». Сын Леонеля Маршалла-старшего, который также выступал за кубинскую волейбольную сборную и был участником Олимпийских игр 1976 и 1980 годов.

## Достижения

### Со сборной
- Победитель Кубка Америки 2000.

### В клубной карьере
- Обладатель Кубка вызова ЕКВ (2013/2014) и Кубка топ-команд (2006).
- Победитель (2008/2009) и двукратный серебряный призёр (2003/2004, 2006/2007) чемпионата Италии.
- Обладатель Суперкубка Италии 2009.
- Двукратный чемпион Турции (2010/2011, 2011/2012).
- Обладатель Кубка и Суперкубка Турции в сезоне 2011/2012.

### Индивидуальные награды
- Самый ценный игрок Кубка топ-команд 2006.
- MVP чемпионата Турции 2010/2011.
- Лучший волейболист на приёме по итогам чемпионата Турции 2013/2014.
- Лучший волейболист на приёме по итогам чемпионата Турции 2014/2015.